# Peristernia forskalii
Peristernia forskalii, tên tiếng Anh: Forsskal's whelk, là một loài ốc biển, là động vật thân mềm chân bụng sống ở biển trong họ Fasciolariidae.